# Finlands kommuner
Fra begyndelsen af 2025 er der 308 kommuner i Finland, hvoraf 107 betegner sig som stad (svensk;flertal:städer). Städer er markeret med fed. Kommunerne er benævnt ved navn på det lokale flertalssprog. Kommunernes styre og juridiktion er beskrevet i Kommuner i Finland.
| Antal kommuner i Finland |      |      |      |      |      |      |      |      |      |      |      |      |      |      |      |      |      |      |      |      |      |      |      |      |
| År                       | 1917 | 1927 | 1937 | 1947 | 1957 | 1967 | 1977 | 1987 | 1997 | 2004 | 2005 | 2006 | 2007 | 2008 | 2009 | 2010 | 2011 | 2013 | 2015 | 2016 | 2017 | 2020 | 2021 | 2025 |
| Kommuner                 | 532  | 585  | 602  | 547  | 549  | 537  | 464  | 461  | 452  | 444  | 432  | 431  | 416  | 415  | 348  | 342  | 336  | 320  | 317  | 313  | 311  | 310  | 309  | 308  |

## A
Äänekoski - Ackas – Äetsä – Alahärmä – Alajärvi – Alastaro – Alavieska – Alavo – Anjalankoski – Artjärvi – Asikkala – Askainen – Askola – Aura

## B
Brändö

## D
Dragsfjärd

## E
Eckerö – Ekenäs – Elimäki – Eno – Enonkoski – Enontekis – Espoo – Etseri - Eura – Euraåminne – Evijärvi

## F
Finström – Fredrikshamn - Föglö – Forssa

## G
Geta - Gustavs

## H
Haapajärvi – Haapavesi – Halikko – Halso – Hämeenkoski – Hämeenlinna – Hammarland – Hangö – Hankasalmi – Harjavalta – Hartola – Hattula – Hauho – Haukipudas – Hausjärvi – Heinola – Heinävesi – Helsinki – Himanka – Hirvensalmi – Hollola – Houtskär – Huittinen – Humppila – Hyrynsalmi – Hyvinge - Högfors

## I
Idensalmi – Iitti – Ijo – Ikaalis – Ilmola – Ilomants – Imatra- Inari – Ingå – Iniö – Isojoki

## J
Jaala – Jakobstad – Jalasjärvi – Jämijärvi – Jämsä – Jämsänkoski – Janakkala – Järvenpää – Jockis - Joensuu – Jomala – Jorois – Joutsa – Joutseno – Juankoski – Jurva – Juga – Juupajoki – Juva – Jyväskylä – Landkommunen Jyväskylä

## K
Kaarina – Kaavi – Kajaani – Kalajoki – Kälviä – Kalvola – Kangasala – Kangasniemi – Kankaanpää – Kannonkoski – Kannus – Karijoki – Karis – Karjalohja – Kärkölä – Karlö - Kärsämäki – Karstula – Karttula – Karvia – Kaskö – Kauhajoki – Kauhava – Kauniainen – Kaustby – Keitele – Kemi – Kemijärvi – Keminmaa – Kempele – Kervo – Kerimäki – Kestilä – Kesälahti – Keuru – Kihniö – Kiikala – Kiikoinen – Kiiminki – Kimito – Kinnula – Kisko – Kitee – Kittilä – Kiukainen – Kiuruvesi – Kivijärvi – Kjulo -Kökar – Kokkola – Kolari – Konnevesi – Kontiolax – Korpilahti – Korpo – Korsholm – Korsnäs – Kortesjärvi – Koskis – Kotka – Kouvola – Kristinestad – Kronoby – Kuhmalahti – Kuhmo – Kuhmois – Kumlinge – Kuomo - Kuopio – Kuortane – Kurikka – Kuru – Kuusamo – Kuusankoski – Kuusjoki – Kylmäkoski - Kyrkslätt – Kyyjärvi -

## L
Lahti – Laihela – Laitila – Lammi – Lapinjärvi – Lapinlahti – Lappajärvi – Lappeenranta – Lappi – Lapua – Larsmo – Laukaa – Lavia – Lehtimäki – Lemi – Lemland – Lempäälä – Lemu – Leppävirta – Lestijärvi – Lieksa – Lieto – Liljendal – Liminka – Liperi – Lohja – Lohtaja – Loimaa – Loppi – Loviisa – Luhanka – Lumijoki – Lumparland – Luumäki – Luvia

## M
Maaninka – Malax – Mäntsälä – Mänttä – Mäntyharju – Mariehamn – Marttila – Masku – Mellilä – Merijärvi – Merikarvia – Merimasku – Miehikkälä – Mikkeli – Mouhijärvi – Muhos – Multia – Muonio – Muurame – Muurla – Mynämäki – Myrskylä

## N
Naantali – Nagu – Nakkila – Närpes – Nastola – Nilsiä – Nivala – Nokia – Noormarkku – Nousiainen – Nummi-Pusula – Nurmes – Nurmijärvi – Nurmo – Nykarleby

## O
Oravais – Orimattila – Oripää – Orivesi – Oulainen – Oulu – Oulunsalo – Outokumpu

## P
Padasjoki – Paimio – Pälkäne – Paltamo – Pargas – Parikkala – Parkano – Pedersöre – Pelkosenniemi – Pello – Perho – Pernå – Perniö – Pertteli – Petäjävesi – Pieksämäki – Pielavesi – Pihtipudas – Piikkiö – Piippola – Pirkkala – Pohja – Polvijärvi – Pomarkku – Pori – Pornainen – Porvoo – Posio – Pöytyä – Pudasjärvi – Pukkila – Pulkkila – Punkaharju – Punkalaidun – Puolanka – Puumala – Pyhtää – Pyhäjoki – Pyhäjärvi – Pyhäntä – Pyhäranta – Pyhäselkä – Pylkönmäki

## R
Raahe – Rääkkylä – Raisio – Rantasalmi – Rantsila – Ranua – Rauma – Rautalampi – Rautavaara – Rautjärvi – Reisjärvi – Renko – Riihimäki – Ristiina – Ristijärvi – Rovaniemi – Ruokolahti – Ruotsinpyhtää – Ruovesi – Rusko – Rymättylä

## S
Saarijärvi – Säkylä – Salla – Salo – Saltvik – Sammatti – Särkisalo – Sauvo – Savitaipale – Savonlinna – Savonranta – Savukoski – Seinäjoki – Sievi – Siikainen – Siikajoki – Siilinjärvi – Simo – Sipoo – Siuntio – Sodankylä Soini – Somero – Sonkajärvi – Sotkamo – Sottunga – Storkyro - Sulkava – Sund – Suomenniemi – Suomusjärvi – Suomussalmi – Suonenjoki – Sysmä

## T
Taipalsaari – Taivalkoski – Taivassalo – Tammela – Tampere – Tarvasjoki - Tavastkyro – Tervo – Tervola – Teuva – Tohmajärvi – Toholampi – Toivakka – Tornio – Töysä – Turku – Tuulos – Tuusniemi – Tuusula – Tyrnävä

## U
Ullava – Ulvsby – Urjala – Utajärvi – Utsjoki – Uurainen – Uusikaupunki

## V
Vaala – Vaasa – Vähäkyrö – Vahto – Valkeakoski – Valkeala – Valtimo – Vammala – Vampula – Vantaa – Vårdö – Varkaus – Varpaisjärvi – Västanfjärd – Vehmaa – Velkua – Vesanto – Vesilahti – Veteli – Vichtis - Vieremä – Vihanti – Viitasaari – Vilppula – Vimpeli – Virolahti – Virrat – Vörå-Maxmo

## Y
Ylihärmä – Yli-Ii – Ylikiiminki – Ylistaro – Ylivieska – Ylämaa – Yläne – Ylöjärvi – Ypäjä

## Ö
Övertorneå

## Weblinks
- Finlands folkeregister Arkiveret 14. februar 2008 hos  Wayback Machine
- Statistics Finland Arkiveret 17. december 2008 hos  Wayback Machine